# 林鸿藻
林鸿藻（1918年6月—2005年5月1日），男，广东文昌（今属海南）人，中华人民共和国政治人物，曾任海南省政协副主席。